# Black Hills Institute of Geological Research
Black Hills Institute of Geological Research, Inc. (zkráceně BHI) je soukromá korporace specializující se na hledání, vykopávání a preparaci zkamenělin, zejména pak druhohorních obratlovců. Byla založena roku 1974 ve městě Hill City v Jižní Dakotě. Korporace je známá zejména prodejem původních zkamenělin i jejich kvalitních replik, pro tuto komerční stránku svého působení však není vnímána většinou paleontologů pozitivně. Mezi nejslavnější objevy učiněné v rámci této instituce patří dva velké exempláře dravého dinosaura druhu Tyrannosaurus rex, a to "Stan" a zejména pak "Sue". V březnu roku 1992 pak vlastníci korporace založili v Hill City Black Hills Museum of Natural History, neziskové paleontologické muzeum. V expozici tohoto muzea se nachází množství velmi cenných dinosauřích exemplářů, zejména z Jižní Dakoty a Montany.